# Pecunia non olet

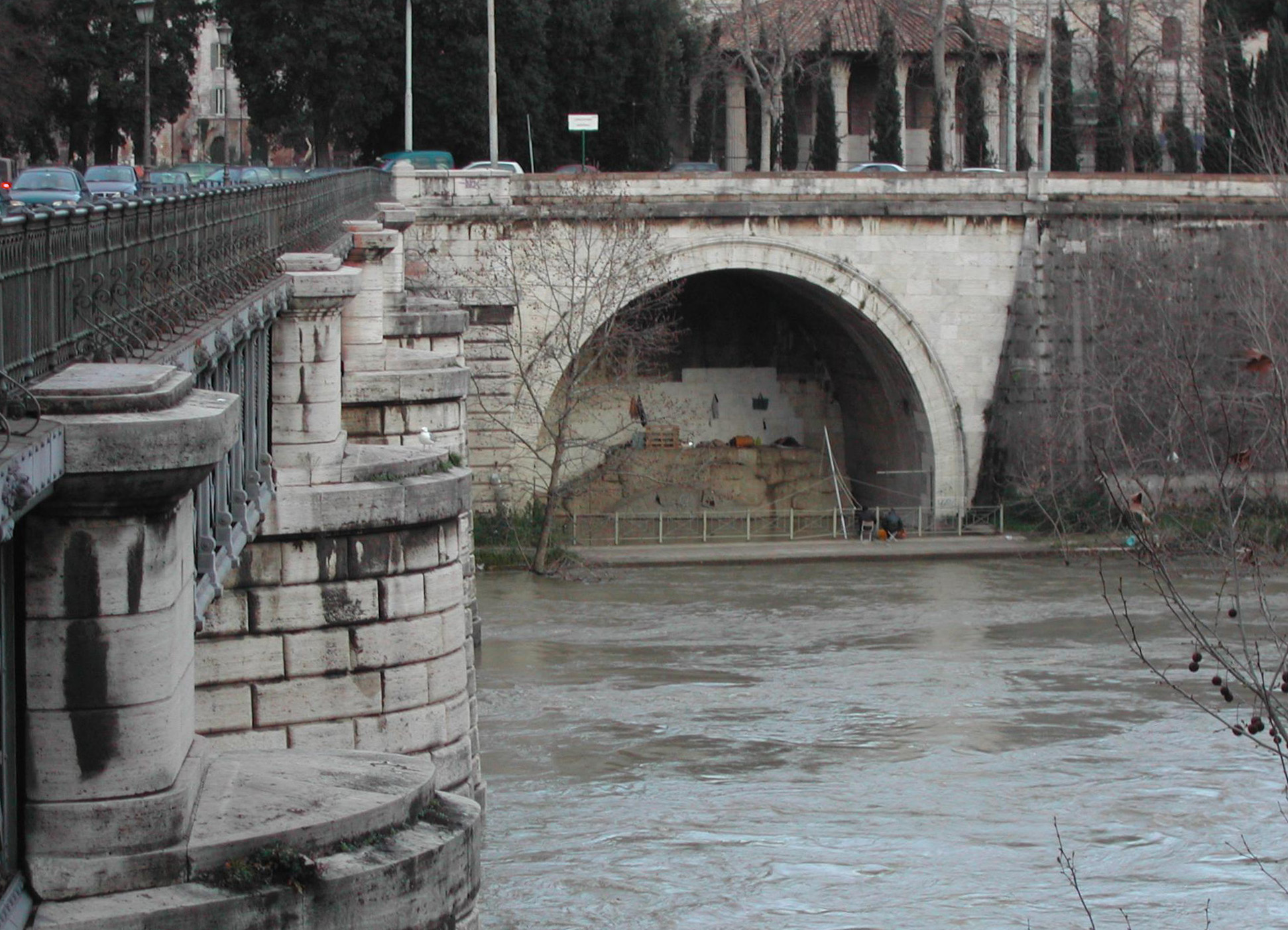
Клоака Максима у Римі

«Гроші не пахнуть» (лат. Pecunia non olet; лат. Aes non olet) — латинський крилатий вислів, що приписується Веспасіану. Вказує на не надто чисте джерело прибутку, яке неважливе для того, хто за цим прибутком женеться.

## Історія вислову
Римський історик Светоній у своєму біографічному творі «Життя дванадцяти цезарів» описує ситуацію, коли імператор Веспасіан (69-79) обклав податками громадські туалети. Його син Тит, що, за повідомленнями античних авторів, відзначався доброчесністю, дорікнув батьку у такому «мерзенному» способі поповнення державної скарбниці. Тоді Веспасіан взяв монету, отриману з податку, підніс до його носа і запитав, чи смердить вона. Тит відповів, що ні. «А це ж гроші із сечі», — зауважив батько. Згодом вислів набув сучасного вигляду: «гроші не пахнуть».

## Значення вислову
Популярність ці слова отримали після того, як римський поет Ювенал використав їх у своїй сатирі. Сьогодні вони вживаються на позначення людей, що добувають гроші будь-якими способами, не завжди моральними та законними. Зокрема, часто фразу використовують у публіцистичних виданнях, засобах масової інформації.